# Boxing Day
Boxing Day er en fridag i Storbritannien, Australien, Canada, Ghana, New Zealand, Hong Kong, Nigeria, Jamaica og lande i Commonwealth of Nations med en overvejende kristen befolkning. I Sydafrika er fridagen nu kendt som Day of Goodwill. Selvom det ikke er en officiel fridag i USA, bruges navnet dog af nogle amerikanere om den 26. december. Dette er især udbredt ved den canadiske grænse. I Canada er Boxing Day en fridag ifølge Canada Labour Code, men dagen er ikke en officiel fridag i Quebec og British Columbia.
Boxing Day falder traditionelt på d. 26. december eller d. 27., hvis d. 26. er en søndag. Fridagens dato kan dog variere yderligere alt efter landet.

## Etymologi
Boxing Day var en dag, hvor tjenestefolkene fik fri, og derfor spiste herskabet kold mad: bl.a. afskåret pålæg tilberedt i forvejen. I nutiden holder mange familier denne tradition i hævd ved at spise frokost med ikke helt færdig mad, og i Storbritannien dyrker familien selskabslege og sport.
På Boxing Day var det længe skik at give pengegaver eller andre former for gaver til de trængende og dem i servicesektoren. Boxing Day som europæisk tradition kan spores tilbage til middelalderen, men den præcise oprindelse og etymologien bag "Boxing" er ukendt. Der er flere teorier:
Nogle mener, at ordet stammer fra begyndelsen af den kristne periode, hvor metalbokse uden for kirker, blev brugt til at indsamle penge på Sankt Stefans Dag. I Storbritannien blev det  skik hos victorianerne at give handlende "julepakker" eller gaver d. 26. december som tak for et års god og pålidelig service.
En anden mulighed er, at navnet kommer af en gammel engelsk tradition: Som tak for at julen var overstået gav herremænd tjenestefolkene fri d. 26. december, så de kunne besøge deres familie. Tjenestefolkene fik hver en boks med gaver, bonusser og af og til rester fra julen. Kirkerne delte 1800-tallet almisser fra bokse ud til de fattige.

## Festdag
Boxing Day blev officiel fridag i forbindelse med etableringen er Storbritanniens Bank Holidays 1871 og fejres  kirkeligt som Sankt Stefans Dag. Boxing Day fejres traditionelt d. 26. december; dagen efter juledag, hvor briterne fejrer jul. Boxing Day falder normalt på d. 26. december, medmindre det er en søndag, hvor den i så fald flyttes til næste dag. Mange fejrer dog dagen d. 26. december uafhængig af ugedagen, hvilket bl.a. kan skyldes flere medier og kalendere, der misinformerer.

## Officiel fridag
I lande hvor både Juledag og Boxing Day både er officielle fridage og bank holidays, er der særlige regler så begge kan være fridage i alle tilfælde. Hvis Juledag er en lørdag, flyttes fridagen til næste mandag, mens Boxing Days fridag, der eller skulle være om mandagen, flyttes til om tirsdagen d. 28. december. Hvis Boxing Day falder på en mandag flyttes den ikke, men til gengæld bliver tirsdagen fridag som en erstatning for Juledag. Boxing Days fridag kan også flyttes til næste mandag, hvis d. 26. er en lørdag, da denne allerede er en fridag. Her flyttes Juledags fridag ikke, da dagen falder på hverdagen fredag.
I canadiske provinser flyttes Boxing Day ikke, men en fridag ugen efter er kompensation.
Da Irland var en del af Det Forenede Kongerige Storbritannien og Irland, afgjorde Storbritanniens Bank Holidays Act 1871, at d. 26. december altid skulle være Sankt Stefans Dag, og siden har der ikke været nogen Boxing Day i Republikken Irland. I Skotland blev dagen en fridag i forbindelse med Banking and Financial Dealings Act of 1971. I den australske delstat South Australia er Proclamation Day d. 28. december en fridag, og Boxing Day er det normalt også.

### Day of Goodwill
Day of Goodwill er en sydafrikansk officiel fridag fejret d. 26. december. Før 1980 blev dagen fejret som Boxing Day, men navnet blev ændret muligvis for at markere et brud med landets fortid som britisk koloni.
På dagen finder internationale sportsbegivenheder typisk sted, og de, der ikke deltager, kan fejre dagen ved at spise braai, afrikaans for barbecue.

## Shopping
I Canada, New Zealand, Storbritannien, og visse i Australien, er Boxing Day primært en handelsdag med årets største indtægter. Mange detailhandlere starter kl. 5 om morgenen. Pga. de lave priser og det begrænsede udbud af stærkt nedsatte varer bliver der simpelthen hamstret, og især ved større detailvarehuse dannes lange køer. Medierne dækker typisk det populære udsalg med videoklip af på vej ind og ud af butikken. Af og til bliver kunderne skadet og kan i værste fald dø.
I de senere år har detailhandlere udvidet Boxing Day med Boxing Week (Boxing Ugen), så de store udsalg kan starte før Boxing Day, og ofte varer de helt til Nytårsaften. I forbindelse med den finansielle og økonomiske krise i slutningen af 00'erne blev konceptet særligt populært, da det lokkede kunder til butikkerne. I 2009 i Storbritannien var antallet af  kunder oppe på 12 millioner. Det var en stigning på 20 % fra 2008. Stigningen skyldtes også, at forbrugsafgiften VAT steg til 17,2 % d. 1. januar.
Visse steder i Canada, især i Atlantic Canada og dele af Northern Ontario, forhindrer loven de fleste detailhandlere i at åbne d. 26. december, hvorfor udsalgene flyttes til d. 27. december.
I forbindelse med onlineudsalg bliver Boxing Day også kaldet Cyber Boxing Day, da der også på nettet er store udsalg, og i 2008 var det den dag i Storbritanniens med mest online shopping.

## Sport
I både England og Skotland er der på Boxing Day traditionelt fodbold- og rugbykampe i Premier League, Scottish Premier League og lavere divisioner og rugbyligaerne. Disse kampe spilles normalt mellem lokale rivaler, hvilket oprindeligt var for at forhindre, at spillere og fans var nødt til at rejse langt dagen efter Juledag.
Sporten i forbindelse med Boxing Day har fået mange til at tro, at dagen har noget med boksning at gøre, men det er ikke nødvendigvis korrekt.
Indenfor hestevæddeløb er der King George VI Chase ved Kempton Park Racecourse i Surrey. Det er Englands mest prestigefyldte løb efter Cheltenham Gold Cup.
I Australien afholdes den første dag af Boxing Day Test ved Melbourne Cricket Ground i Melbourne og starten af Sydney to Hobart Yacht Race. Fra sæsonen 2009-10 er det også en dag, hvor de lokale fodboldrivaler Gold Coast United og Brisbane Roar mødes i det nye South East Queensland derby.
IIHF World U20 Championship starter normalt også den 26. december og oftest i Canada. Spengler Cup starter ligeledes d. 26. i den schweiziske by Davos, hvor HC Davos, Team Canada og andre hockeyhold på højt niveau spiller.